# Fidiobia hofferi
Fidiobia hofferi är en stekelart som beskrevs av Mikhail Vasilievich Kozlov 1978. Fidiobia hofferi ingår i släktet Fidiobia och familjen gallmyggesteklar. Arten är reproducerande i Sverige. Inga underarter finns listade i Catalogue of Life.